# Else Krüger
Else Krüger foi a secretária de Martin Bormann (e supostamente sua amante) durante a Segunda Guerra Mundial.
Ela trabalhava no Führerbunker durante a batalha de berlim. Krüger estava com Eva Braun, Gerda Christian, Traudl Junge e Constanze Manziarly quando o ditador alemão Adolf Hitler disse para elas irem até Berghof com os outros. Contudo, ela se voluntariou para ficar em Berlim. Ela estava lá quando Eva Braun disse a Hitler que ficaria ao seu lado até o fim e eles então se abraçaram.
Krüger deixou Berlim em 1 de maio de 1945 em um grupo liderado pelo Waffen-SS Brigadeführer Wilhelm Mohnke. Na manha de 2 de maio, o grupo foi capturado escondido em um porão.
Depois da guerra, Else foi interrogada pelos britânicos. Ela depois casou com o interrogador, Leslie James (1915-1995), em 23 de dezembro de 1947 em Wallasey, Reino Unido. Ela viveu com o nome de Else James em Wallasey.